# Гонорівка (колійний пост)
Гонорі́вка — зупинний пункт Одеської дирекції Одеської залізниці.
Розташований в селі Гонорівка Тульчинського району Вінницької області на лінії Рудниця — Слобідка між станціями Попелюхи (7 км) та Кодима (11 км).
Пункт обладнано двома боковими платформами. Зупинку було відкрито 1937 року. Вона є останньою у Вінницькій області на межі з Одеською.

## Приміське сполучення
Курсує 4 пари приміських електроїздів сполученням Вапнярка-Одеса. По Вапнярці забезпечується пересадка на приміські поїзди до Жмеринки та Умані.
З 18 червня 2021 р призначено  в порядку експерименту приміський електропоїзд сполученням Кодима-Вапнярка-Жмеринка-Вінниця-Козятин (формально три різних рейси, але виконуються без пересадки одним составом).